# Temnora palpalis
Temnora palpalis là một loài bướm đêm thuộc họ Sphingidae. Loài này có ở Madagascar.
Nó gần giống loài Temnora crenulata crenulata, nhưng phía trên màu nền hơi nâu hơn.